# Parlamentswahl in Finnland 1958
- SKDL: 50
- SD.OPP: 2
- SDP: 48
- RKP: 14
- KP: 9
- ML: 48
- KOK: 29

Die Parlamentswahl in Finnland 1958 fand am 6. und 7. Juli 1958 statt. Es war die Wahl zum 22. finnischen Parlament.
Die Wahl bescherte den Volksdemokraten die größten Gewinne. Die Volksdemokraten wurden auch vor der Sozialdemokratischen Partei und dem Landbund stärkste Kraft, wobei der Unterschied im Wahlausgang zwischen diesen drei Parteien lediglich 0,1 Prozentpunkte betrug.

## Ausgangslage
Seit der letzten Parlamentswahl im März 1954 waren sechs Kabinette an der Regierung gewesen. Seit April 1958 regierte übergangsweise Reino Kuuskoski als Ministerpräsident. Innerhalb der sozialdemokratischen SDP war es zu einer Spaltung gekommen. Die innerparteiliche Opposition trat bei der Wahl 1958 mit einer eigenen Liste an.
Weitere innenpolitische Probleme waren die Schwäche der Finnmark und die steigenden Haushaltsausgaben sowie steigende Arbeitslosigkeit.

## Teilnehmende Parteien
Es traten 13 verschiedene Parteien zur Wahl an.
Folgende Parteien waren bereits im Parlament vertreten:
| Partei | Partei | Ausrichtung        | Spitzenkandidat   |
| ------ | --- | ------------------ | ----------------- |
|        | Sozialdemokratische Partei Finnlands Suomen Sosialidemokraattinen Puolue (SDP) Finlands Socialdemokratiska Parti                     | sozialdemokratisch | Väinö Tanner      |
|        | Landbund Maalaisliitto (ML) Agrarförbundet                                                                                           | sozialliberal      | Vieno Sukselainen |
|        | Demokratische Union des Finnischen Volkes Suomen Kansan Demokraattinen Liitto (SKDL) Demokratiska Förbundet för Finlands Folk (DFFF) | sozialistisch      | Kusti Kulo        |
|        | Nationale Sammlungspartei Kansallinen Kokoomus (KOK) Samlingspartiet                                                                 | konservativ        | Jussi Saukkonen   |
|        | Volkspartei Finnlands Suomen Kansanpuolue (KP) Finska Folkpartiet (FFP)                                                              | liberal            | Eino Saari        |
|        | Schwedische Volkspartei Ruotsalainen Kansanpuolue (RKP) Svenska Folkpartiet (SFP)                                                    | liberal            | Lars Erik Taxell  |

## Wahlergebnis

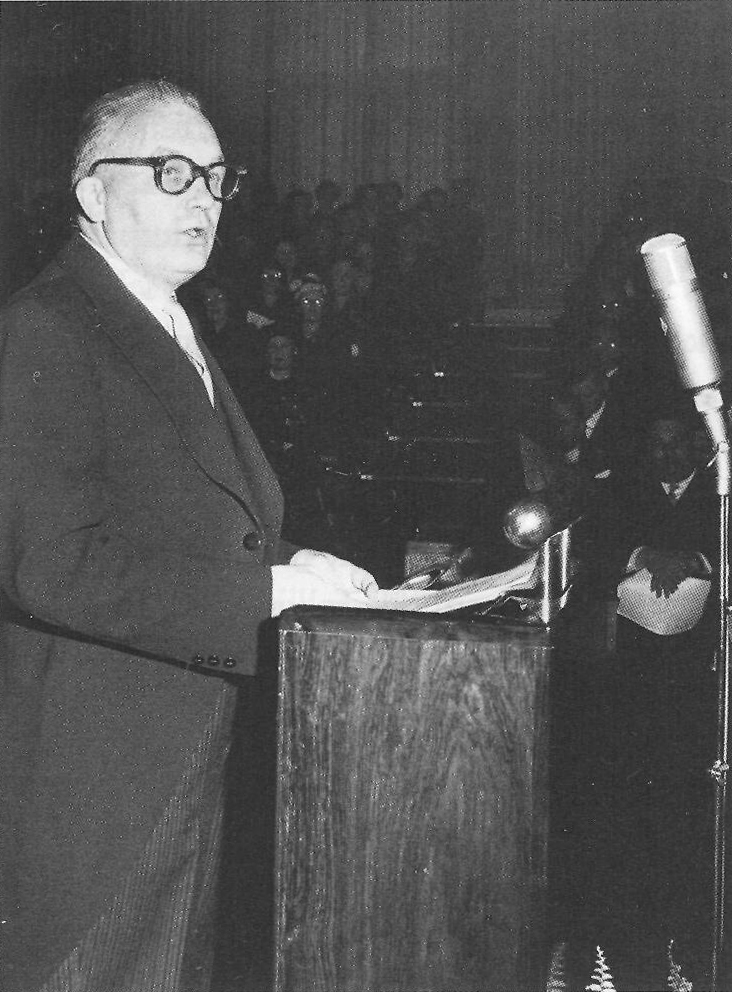
Vieno Sukselainen, 1959

Die Wahlbeteiligung lag bei 75,0 Prozent und damit 4,9 Prozentpunkte unter der von 1954.
| Partei                      | Partei                                           | Stimmen   | Stimmen | Stimmen | Sitze  | Sitze |
| Partei                      | Partei                                           | Anzahl    | %       | +/−     | Anzahl | +/−   |
| --------------------------- | ------------------------------------------------ | --------- | ------- | ------- | ------ | ----- |
|                             | Demokratische Union des Finnischen Volkes (SKDL) | 450.220   | 23,16   | +1,59   | 50     | +7    |
|                             | Sozialdemokratische Partei Finnlands (SDP)       | 449.536   | 23,12   | −3,13   | 48     | −6    |
|                             | Landbund (ML)                                    | 448.364   | 23,06   | −1,04   | 48     | −5    |
|                             | Nationale Sammlungspartei (KOK)                  | 297.094   | 15,28   | +2,48   | 29     | +5    |
|                             | Schwedische Volkspartei (RKP)                    | 126.365   | 6,50    | −0,26   | 13     | +1    |
|                             | Volkspartei Finnlands (KP)                       | 114.617   | 5,90    | −1,98   | 8      | −5    |
|                             | Sozialdemokratische Opposition (SD.OPP)          | 33.947    | 1,75    | +1,75   | 3      | +3    |
|                             | Liberaler Bund (VL)                              | 6.424     | 0,33    | +0,01   | —      | —     |
|                             | Åländsk Samling*                                 | 5.487     | 0,28    | +0,05   | 1      | —     |
|                             | Landbund-Opposition                              | 5.057     | 0,26    | +0,26   | —      | —     |
|                             | Christlicher Bund Finnlands (SKL)                | 3.358     | 0,17    | +0,17   | —      | —     |
|                             | Wahlbündnis des Freien Volks und Zentrums        | 3.033     | 0,16    | +0,16   | —      | —     |
|                             | Wahlbündnis der Freien Wirtschaft                | 331       | 0,02    | +0,02   | —      | —     |
|                             | Liga der Nationalen Zusammenarbeit               | 160       | 0,01    | +0,01   | —      | —     |
|                             | Sonstige                                         | 242       | 0,01    | −0,01   | —      | —     |
| Gesamt                      | Gesamt                                           | 1.944.235 | 100,00  |         | 200    |       |
| Gültige Stimmen             | Gültige Stimmen                                  | 1.944.235 | 99,48   |         |        |       |
| Ungültige Stimmen           | Ungültige Stimmen                                | 10.162    | 0,52    |         |        |       |
| Wahlbeteiligung             | Wahlbeteiligung                                  | 1.954.397 | 74,99   |         |        |       |
| Wahlberechtigte             | Wahlberechtigte                                  | 2.606.258 | 100,00  |         |        |       |
| Quelle:                     |                                                  |           |         |         |        |       |
| Anmerkungen: * Åland-Mandat |                                                  |           |         |         |        |       |

## Nach der Wahl
Während die SKDL auf eine Koalition mit der SDP-Opposition und Landbund, welche eine nötige Mehrheit im Parlament knapp erreicht hätte, hoffte, überging Staatspräsident Urho Kekkonen die Volksdemokraten und beauftragte Karl-August Fagerholm (SDP) mit der Regierungsbildung. Fagerholm bildete eine Regierung aus SDP, Landbund, der Sammlungspartei sowie der Volkspartei Finnlands und der Schwedischen Volkspartei (Kabinett Fagerholm III). Wegen der Umgehung der SKDL verschlechterten sich die Beziehungen zur Sowjetunion jedoch merklich. Die Fagerholm-Regierung zerbrach im Dezember 1958. Im Januar 1959 übernahm das Kabinett Sukselainen II aus Landbund und Schwedischer Volkspartei (SVP) die Regierung. Landbund und SVP verfügten nur über 61 Sitze und bildeten somit eine Minderheitsregierung. Diese hielt sich bis Juli 1961, als Vieno Sukselainen anlässlich von Fehlern in der Sozialversicherungspolitik zurücktrat. Martti Miettunen bildete danach ein Kabinett, das nur aus Politikern des Landbundes bestand.
Übersicht der Kabinette:
1. Kabinett Fagerholm III – Karl-August Fagerholm (Sozialdemokratische Partei) – Regierung aus Sozialdemokratischer Partei, Landbund, Sammlungspartei, Schwedischer Volkspartei, Volkspartei Finnlands (29. August 1958 bis 13. Januar 1959)
2. Kabinett Sukselainen II – Vieno Sukselainen (Landbund) – Minderheitsregierung aus Landbund, Schwedischer Volkspartei (13. Januar 1959 bis 14. Juli 1961)
3. Kabinett Miettunen I – Martti Miettunen (Landbund) – Minderheitsregierung aus Landbund (14. Juli 1961 bis 13. April 1962)